# Karl Amadeus Hartmann
Karl Amadeus Hartmann (München, 1905. augusztus 2. – München, 1963. december 5.) német zeneszerző.  Szülővárosában, a müncheni Akademie der Tonkunston tanult zeneszerzést. A Weimari köztársaság éveiben számos avantgard, baloldali, sőt kifejezetten kommunista töltetű művet írt. Zenéjében ötvözte a dzsessz és a klasszikus zene motívumait. Jelentős műve ebből a korszakból az 1928-as Jazz Toccata und Fugue és az 1931-es Tanzsuite. Hitler 1933-as hatalomra kerülése után műveit nem mutatták be Németországban, de lehetősége volt a részvételre külföldi fesztiválokon, többek közt Prágában, Brüsszelben és Londonban. A háború utáni időszakban bemutathatta több, a belső emigráció éveiben írt művét, köztük a Simplicius Simplicissimus című operát is. Nyolc szimfóniát írt. Élete végén újra az opera felé fordult az érdeklődése.